# Mamadou Alimou Diallo
Mamadou Alimou Diallo est un footballeur international guinéen. Il évolue au poste de défenseur.